# Åsparken

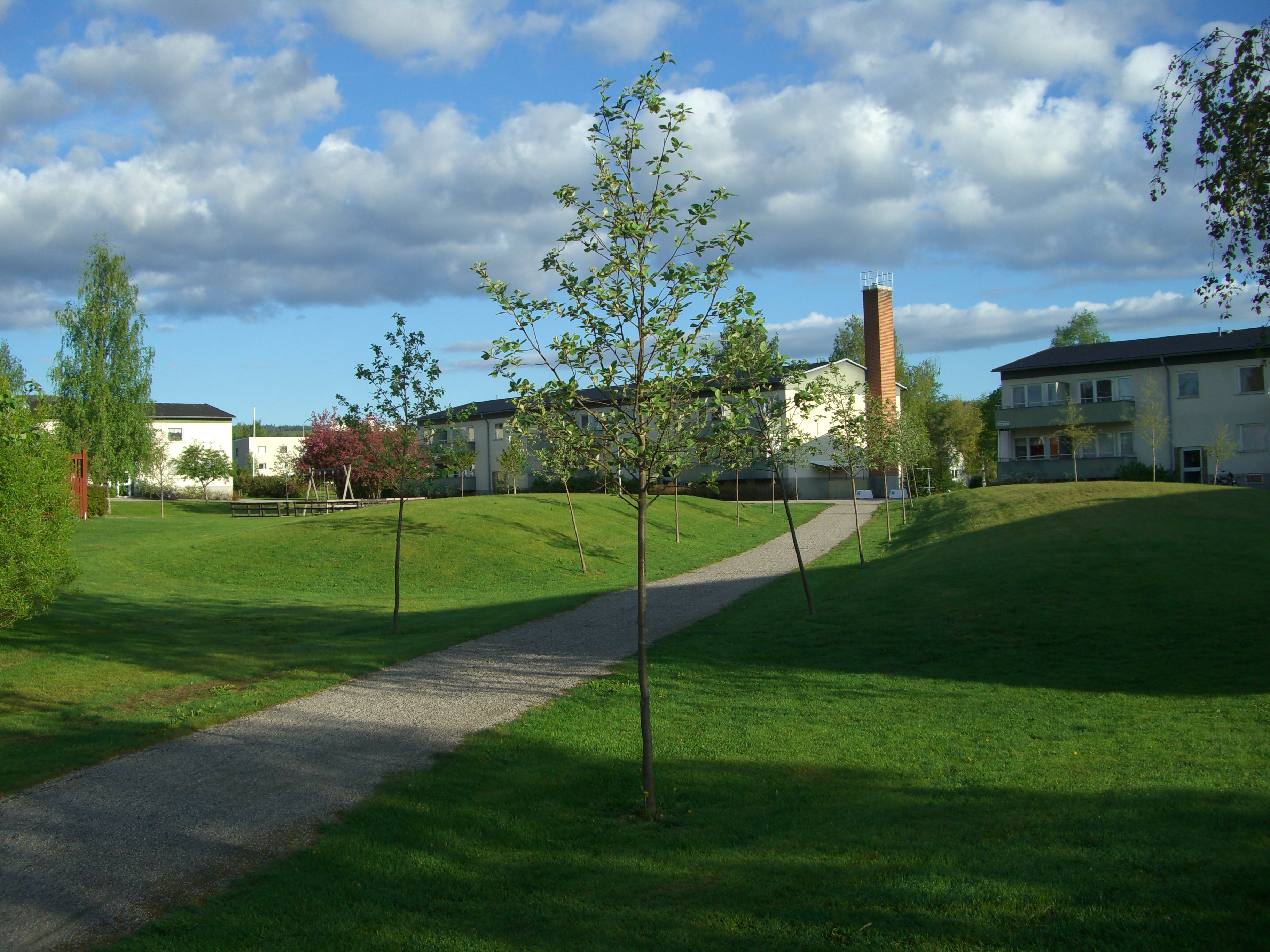
Sommarbild över Åsparken.

Åsparken är ett bostadsområde centralt i tätorten Arbrå i Bollnäs kommun. Området består av ett 70-tal lägenheter i regi av Bollnäs Bostäder. Parken omges av Storgatan och Hälsingegatan och korsas av Ordensgatan. Förutom bostäder hittar man även ett IOGT-NTO där bland annat kontinuerliga auktioner hålls.